# مكتبة جامع السلطان قابوس الأكبر
مكتبة جامع السلطان قابوس الأكبر (بالإنجليزية: Sultan Qaboos Grand Mosque Library) من المكتبات التابعة لمركز السلطان قابوس العالي للثقافة والعلوم نسخة محفوظة 29 يناير 2021 على موقع واي باك مشين.، حيث تُشرف إدارة المكتبات بالمركز على (25) مكتبة تتوزع بين المكتبات العامة ومكتبات الجوامع السلطانية ومكتبات معاهد العلوم الإسلامية، وتهدف مكتبات المركز إلى:
1. إتاحة مصادر المعلومات المتوفرة لجميع المستفيدين.
2. تشجيع وتدعيم القراءة لدى المواطنين عن طريق تقديم الخدمات المختلفــة الإسهام فيرفع المستوى الثقافي والفكري للأفراد من خلال تشجيع التعلم الذاتي وتمكينهم من الوصول إلى المعلومات ذات الصلة بدراساتهم وأبحاثهم.
3. تعزيز وإثراء الحياة الثقافية في المجتمع باعتبارها مركزا لتقديم المعلومات الموثوقة، إضافة إلى جمع وتوثيق وحفظ لتراث العماني وتيسير الاطلاع عليه.
4. التواصل مع المجتمع المحلي وتلبية احتياجاته من خلال إقامة البرامج الثقافية والدورات التدريبية وورش العمل التي تساهم في بناء مستقبل واعد لشباب.

## صور من المكتبة

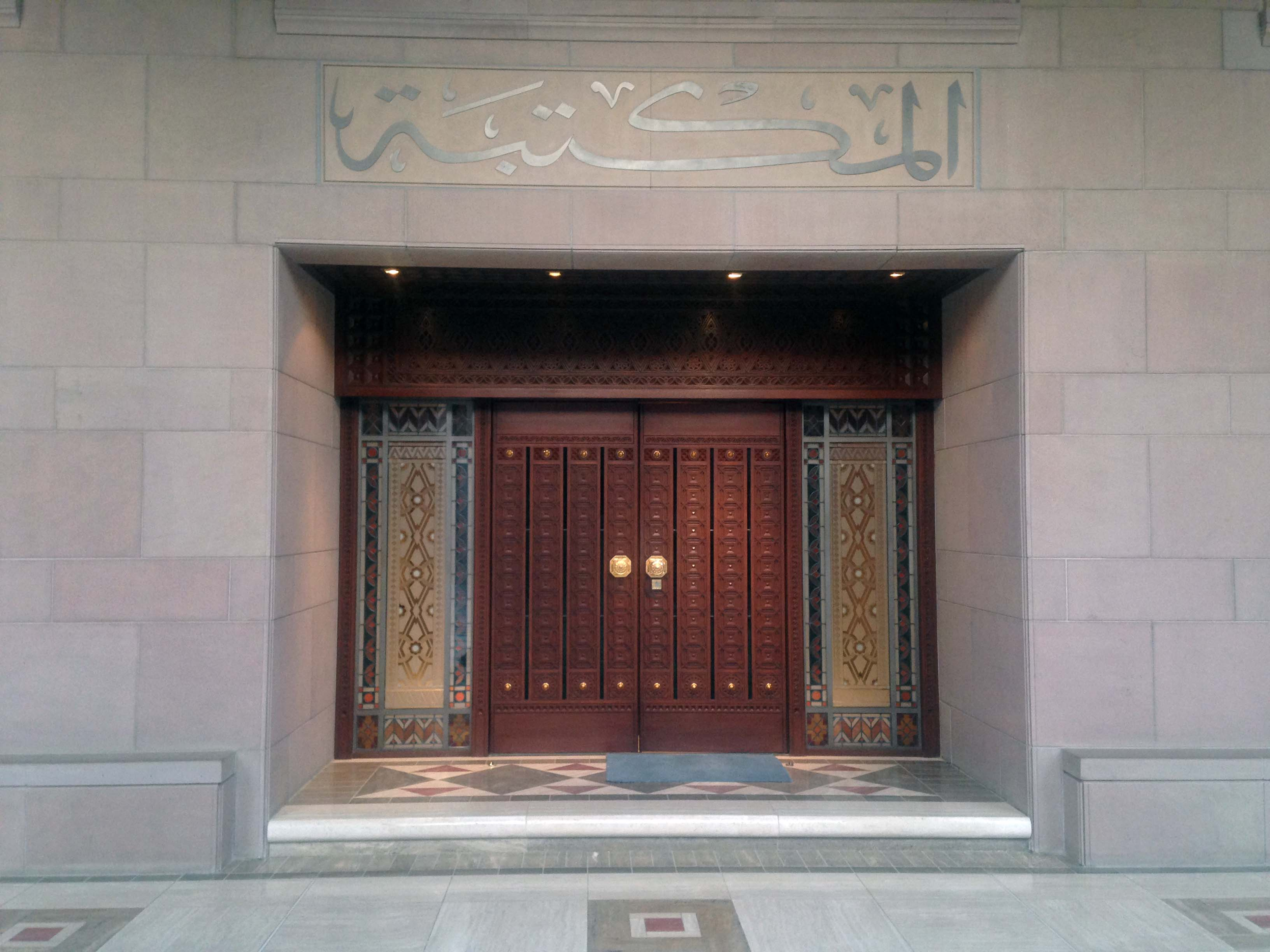
بوابة مكتبة جامع السلطان قابوس الأكبر على يمين المدخل الرئيسي للجامع

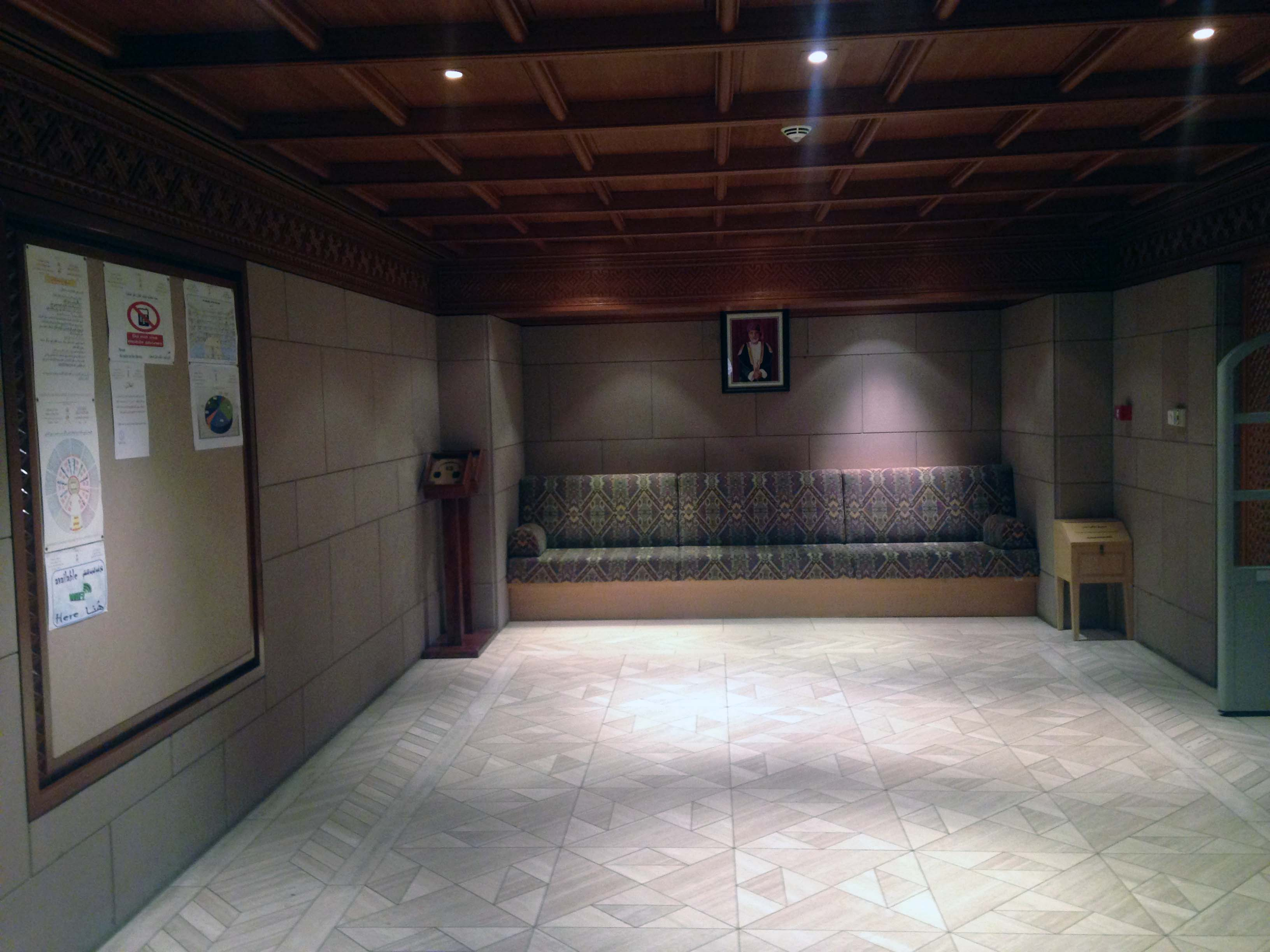
مدخل المكتبة، به لوحة إعلانات، وكراسي استقبال

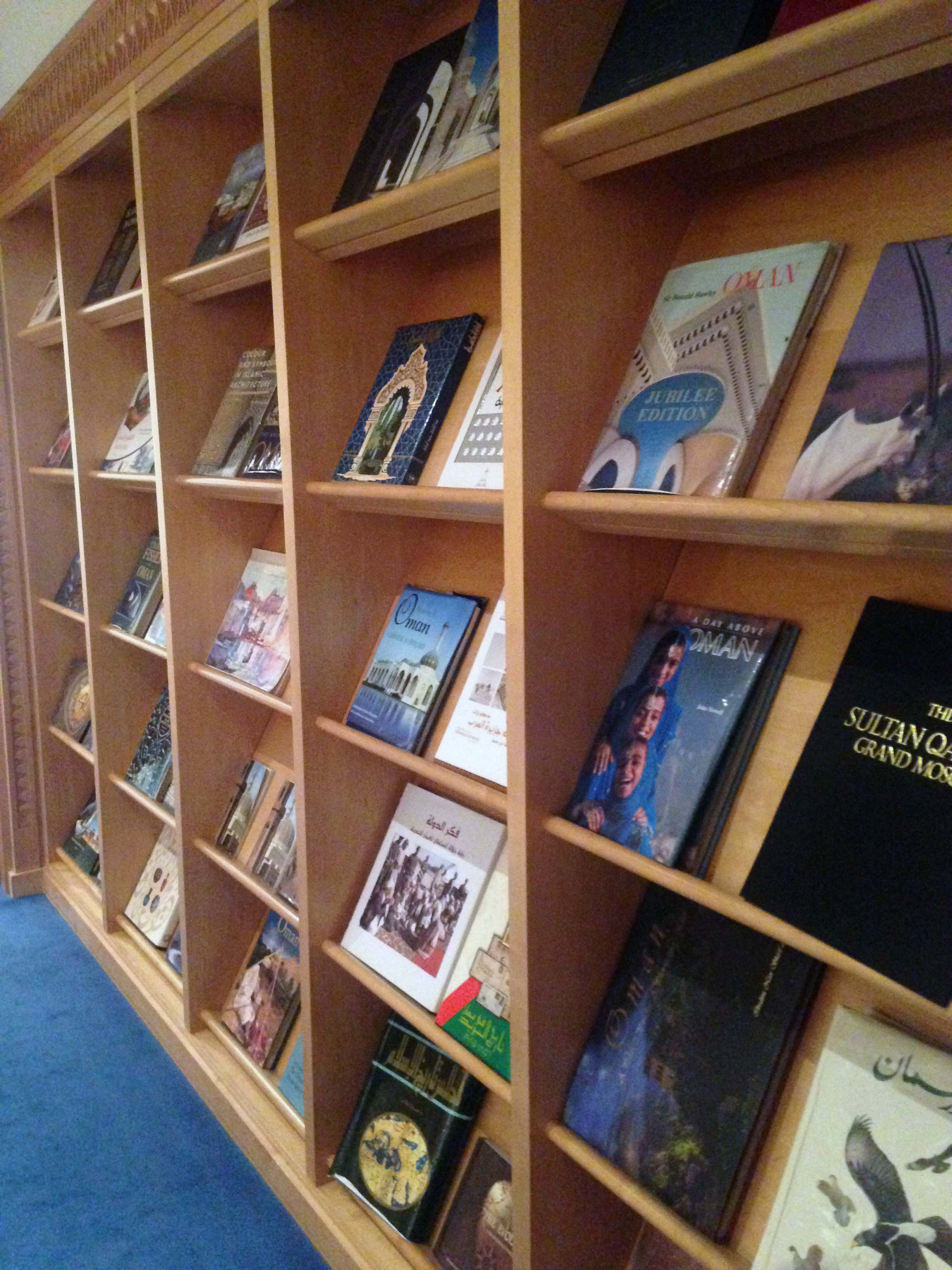
منصة لعرض المصادر الجديدة والبارزة

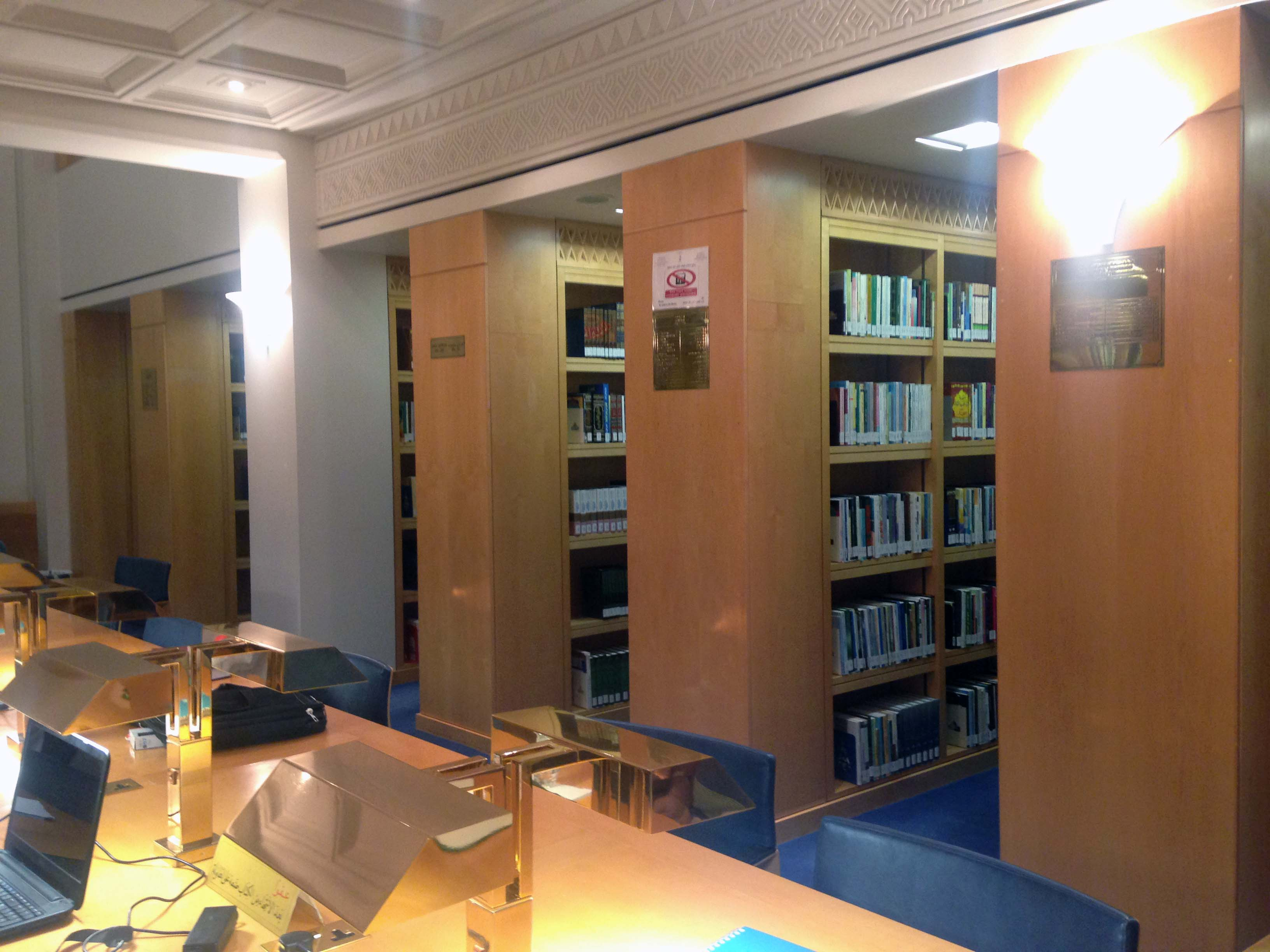
بعض الكتب بالمكتية

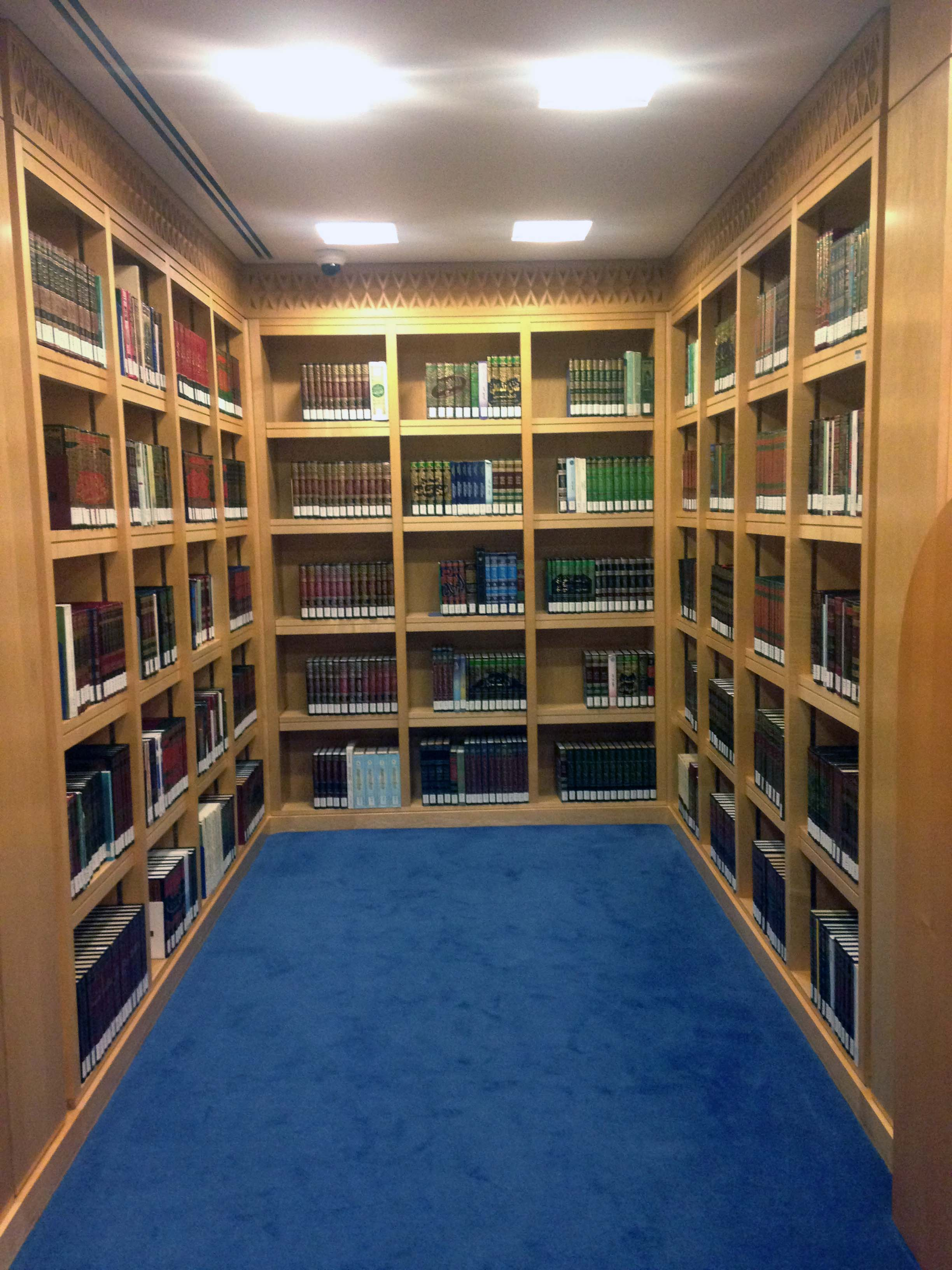
بعض مصادر المعرفة من الكتب

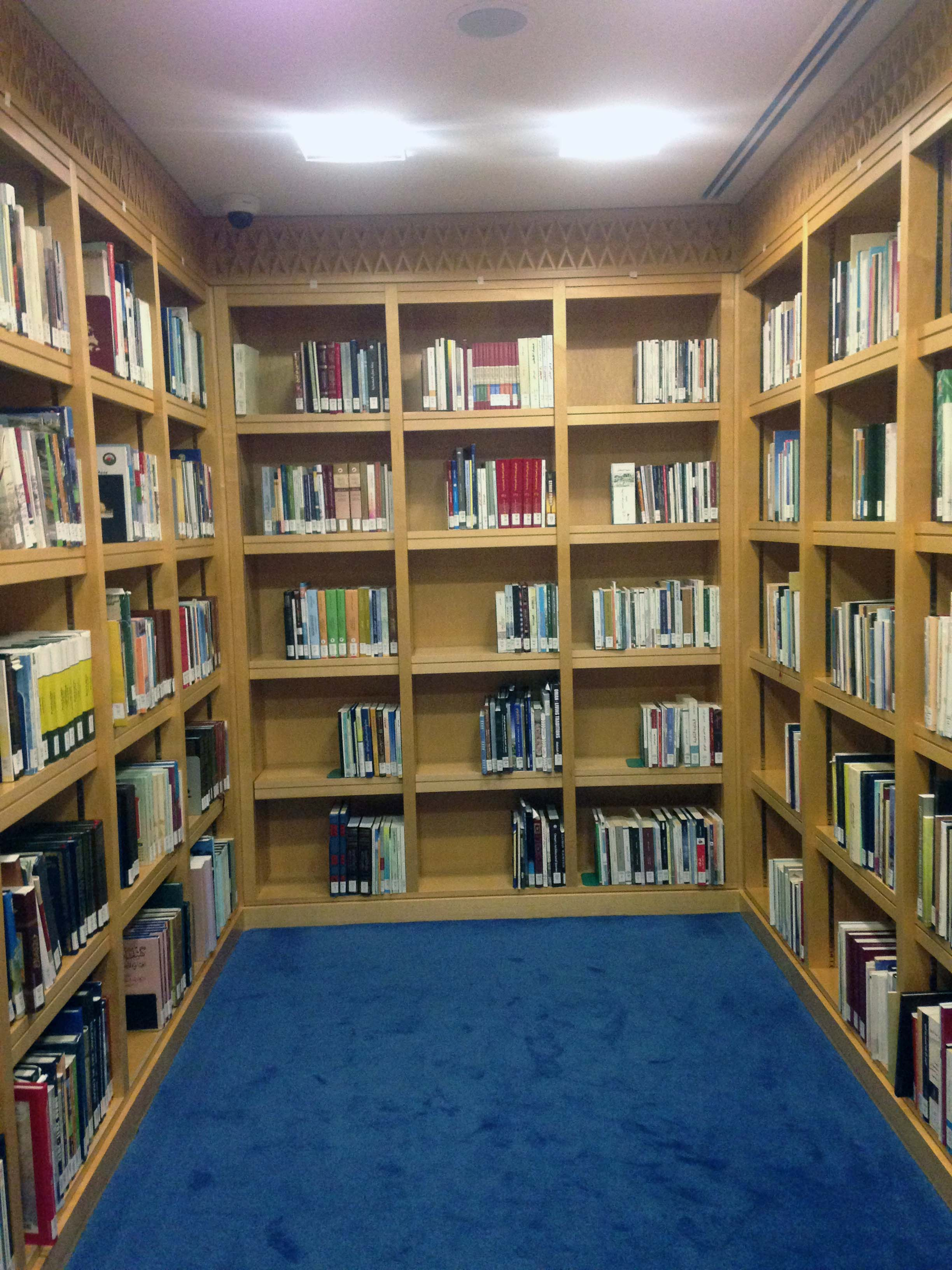
بعض الكتب العمانية

## تعريف المكتبة
مكتبة جامع السلطان قابوس الأكبر هي إحدى منجزات النهضة العمانية الحديثة بقيادة السلطان قابوس بن سعيد آل سعيد وتم افتتاحها تحت رعايته تزامننا مع افتتاح الجامع وذلك في 10 صفر 1422 هـ - الموافق 4 مايو 2001م، وتهدف إلى نشر الثقافة بمختلف جوانبها بين أفراد المجتمع بمختلف مستوياتهم العلمية واهتماماتهم الثقافية، وتوفر جو مناسبا للقراءة والاطلاع على المعرفة وكذلك للطلاب لمذاكرة دروسهم.

## رسالة المكتبة
تتمثل رسالة المكتبة في تسهيل الوصول للمعلومات الموثقة اللازمة لأغراض التعليم والتعلم والبحث وخدمة المجتمع، بالإضافة إلى تقديم مصادر تلك المعلومات، بالشكل المناسب (تقليدية أو إلكترونية)، والقدر المناسب: بيان، معلومة، كـتاب، مرجع، وفي الوقت المناسب.

## مكان المكتبة
تقع المكتبة داخل حرم جامع السلطان قابوس الأكبر على يمين المدخل الرئيسي ومقابلة لقاعة المحاضرات.

## وصف المكتبة
تبلغ مساحة المكتبة حوالي 10776 متراً مربعاً، موزعة على ثلاث أدوار، وهي
- الدور الأرضي: ويضم كتب الأطفال، والكتب المرجعية، والدوريات.
- الدور الأول: ويضم مجموعة الكتب العمانية ومجموعة كتب المعارف العامة، والدين الإسلامي، والفلسفة وعلم النفس والعلوم الاجتماعية.
- الدور الثاني: ويضم كتب اللغات، والعلوم التطبيقية، والعلوم البحتة، وكتب الآدب، والتاريخ والجغرافيا، والرسائل العلمية.

## أهداف المكتبة
تسعى المكتبة إلى تنمية مقتنياتها وتزويدها بمجموعة مختارة من مصادر المعلومات المختلفة من خلال المعارض المحلية، والمنشورات الحديثة باللغتين العربية والإنجليزية، بالإضافة لبعض اللغات المستخدمة في المجتمع لتحقيق الأهداف التالية:
1. هدف تربوي تعليمي: وذلك من خلال توفير المراجع والكتب ومصادر المعلومات المختلفة التي تساعد على التعلم الذاتي وإعداد البحوث العلمية.
2. هدف ثقافي: من خلال نشر الوعي الثقافي بين أفراد المجتمع، وتسهيل الحصول على مصادر المعلومات التي تساعدهم على تثقيف أنفسهم.
3. هدف معلوماتي: المتمثل بتوفير مصادر المعلومات وتسهيل وتسريع الحصول عليها لخدمة البحث العلمي.
4. هدف ترويجي: يتمثل في إسهام المكتبة باستثمار الوقت للفرد بما يعود عليه بالنفع والمتعة، وتشجيعه على المطالعة والقراءة، وتنمية معارفه ومهاراته التقنية.

## مجموعات المكتبة
تحتوي المكتبة على أكثر من سبعة وعشرين ألف عنوان (27,669) في مختلف مجالات المعرفة الإنسانية باللغتين العربية والإنجليزية، وتتبع المكتبة في تصنيفها للكتب نظام ديوي العشري.

## أقسام المكتبة
1. قسم خدمات القراء: للرد على الاستفسارات المرجعية، والبحث عن مصادر المعلومات.
2. قسم الحاسب الآلي والإنترنت: الأجهزة متاحة لأغراض البحث العلمي، كما يوجد بالمكتبة مختبر حاسب آلي مخصص للنساء.
3. قسم الدوريات: يوجد بالمكتبة أكثر من (90) دورية، و(5) صحف يومية اثنتان منها باللغة الإنجليزية.
4. قسم الكتب العمانية: يحتوي على الكتب العمانية وإصدارت بعض الجهات الحكومية وأعداد من الجريدة الرسمية.
5. قسم المراجع: ويشمل على مجموعة كبير من الكتب المرجعية والموسوعات ودوائر المعارف في شتى أصناف المعرفة.
6. قسم الدراسات العليا: يحتوي على مجموعة من الدراسات في مختلف المجالات.
7. قسم الأطفال: يحتوي على العديد من الكتب والقصص باللغتين العربية والإنجليزية، تتناسب مع الفئات العمرية للأطفال.
8. غرف خاصة للمناقشة: تحتوي المكتبة على غرفتين للمناقشة العلمية والمذاكرة الجماعية إحداهما للذكور، والأخرى للإناث. ويمكن الاستفادة منها بالرجوع إلى أمين المكتبة.[3]

## خدمات المكتبة
1. خدمة البحث الآلي (On-Line search): من خلال فهرس المكتبة الإلكتروني، وتوجد أجهزة حاسوب مخصصة للبحث.
2. الخدمة المرجعية (Reference Service): وتتمثل في الرد على استفسارات المستفيدين سواء بالحضور أو الاتصال بالهاتف أو عن طريق البريد الإلكتروني الخاص بالمكتبة.
3. خدمة الحاسب الآلي، والإنترنت: خصصت المكتبة حوالي (36) جهاز حاسب آلي مربوطة بشبكة الإنترنت.
4. شبكة الإنترنت اللاسلكية (Wireless): وهي مجانا لجميع مرتادي المكتبة.
5. خدمة الطباعة والنسخ: تتوفر بمقابل مبلغ رمزي بسيط.
6. خدمة التدريب: تدريب المستفيدين على كيفية البحث في الفهرس الآلي وطريقة الوصول إلى الكتاب على الرف، وطريقة استخدام آلة التصوير والأجهزة المتاحة بالمكتبة.
7. المطالعة الداخلية: توجد أماكن مهيأة للمطالعة والقراءة.

## ضوابط استخدام المكتبة
- الالتزام بالهدوء التام، وعدم استخدام الهاتف النقال.
- يمنع الأكل والشرب داخل المكتبة.
- استخدام شبكة المعلومات لأغراض البحث العملي فقط.
- الترفق عند التعامل مع مقتنيات المكتبة وأثاثها، وتجنب الكتابة عليها.
- المكتبة مرجعية، ولا يسمح باستعارة أي مادة منها.
- ترك الكتب المستخدمة على الطاولة.
- مراعاة القواعد العامة، والتقيد باللباس الملائم، وحرمة الجامع.
- تقبل المكتبة مقترحات وآراء المستفيدين بالتواصل المباشر مع موظفي المكتبة أو من خلال صندوق المقترحات أو عن طريق البريد الإلكتروني للمكتبة، وذلك للرقي بخدماتها.
- تستقبل المكتبة الزيارات الرسمية من مختلف أنحاء العالم، وكما تستقبل على مدار العام مجموعات من الطلبة، ويتم تعريفهم بخدمات المكتبة ومقتنياتها وطرق تنظيمها والاستفادة منها.

## مواعيد العمل
يوميا من الأحد إلى الخميس
- الفترة الصباحية من الساعة 8:00 ص –2:00م.
- الفترة المسائية من الساعة 4:00 م –9:00 م.

المكتبة مغلقة أيام الجمعة والسبت والعطلات الرسمية.
مواعيد شهر رمضان:
من الساعة 8:30 ص إلى 1:00 م
من الساعة 1:00 م إلى 5:30 م

## الوصول إلى المكتبة
خارطة جوجل للوصول إلى المكتبة

## مكتبات مركز السلطان قابوس العالي للثقافة والعلوم
1. مكتبة جامع السلطان قابوس بروي
2. مكتبة جامع السلطان قابوس بدبا
3. مكتبة جامع السلطان قابوس بأدم
4. مكتبة معهد العلوم الإسلامية بالسويق
5. مكتبة جامع السلطان قابوس بخصب
6. مكتبة جامع السلطان قابوس بصلالة
7. مكتبة جامع السلطان قابوس بعبري
8. مكتبة جامع السلطان قابوس بنزوى
9. مكتبة جامع السلطان قابوس بينقل
10. مكتبة جامع السيد طارق بن تيمور
11. مكتبة معهد العلوم الإسلامية بمسقط
12. مكتبة جامع السلطان قابوس ببهلا
13. مكتبة جامع السلطان قابوس بصور
14. مكتبة معهد العلوم الإسلامية بجعلان
15. مكتبة جامع السلطان قابوس بمنح
16. مكتبة معهد العلوم الإسلامية بالبريمي
17. مكتبة معهد العلوم الإسلامية بعبري
18. مكتبة جامع السيدة ميزون بالموالح
19. مكتبة معهد العلوم الإسلامية بصلالة
20. كلية تعليم اللغة العربية لغير الناطقين بها